# Darymna pleuralis
Darymna pleuralis är en stekelart som beskrevs av Cameron 1904. Darymna pleuralis ingår i släktet Darymna och familjen brokparasitsteklar. Inga underarter finns listade i Catalogue of Life.